# Anathallis corticicola
Anathallis corticicola är en orkidéart som först beskrevs av Rudolf Schlechter och Frederico Carlos Hoehne, och fick sitt nu gällande namn av Alec M. Pridgeon och Mark W. Chase. Anathallis corticicola ingår i släktet Anathallis och familjen orkidéer. Inga underarter finns listade i Catalogue of Life.